# Soldier of Fortune (píseň, Deep Purple)
Soldier of the Fortune je skladba britské hardrockové skupiny Deep Purple. Objevila se na albu Stormbringer z roku 1974. Píseň byla napsána Davidem Coverdalem a Ritchiem Blackmorem. Postupem času vzniklo mnoho coververzí této skladby, nejznámější jsou asi nahrávky skupin Opeth a Black Majesty.
česká coververze
Pod názvem „Šípková Růženka“ s textem Zdeňka Svěráka ji v roce 1976 nazpíval Jiří Schelinger - singl (P) 1 43 2021 z 21.6. 1976.